# Barthel Birtsch
Barthel Birtsch est un orfèvre actif à Strasbourg au XVIe siècle.

## Biographie
Barthel Birtsch est reçu maître à Strasbourg en 1552. L'un de ses descendants probablement, Barthel II Birtsch, devient maître en 1591. Plusieurs autres orfèvres strasbourgeois portent le même patronyme.

## Œuvre

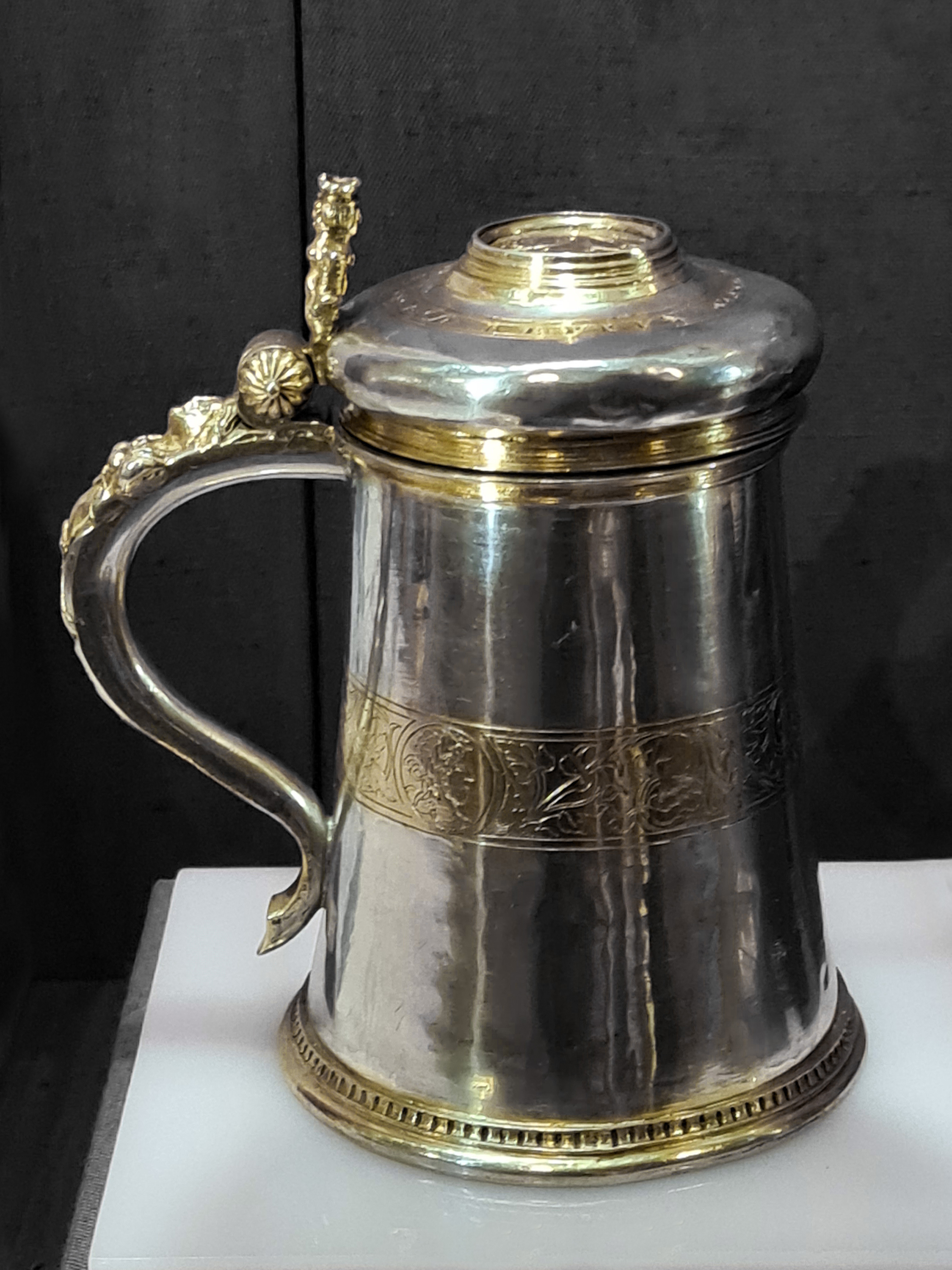
Chope (vers 1567).

Le Landesmuseum Württemberg à Stuttgart détient de lui un œuf d'autruche monté en argent doré, daté de 1562. Selon la notice de ce musée, Birtsch serait décédé en 1591. 
Le Victoria and Albert Museum de Londres possède une chope en argent partiellement doré qui porte sa marque. Le couvercle est gravé de deux blasons, avec la date 1567, mais il est possible que la pièce ait été réalisée quelques années auparavant.